# Тюмерево
Тюме́рево (чув. Тӗмер) — деревня в Янтиковском районе Чувашской Республики, административный центр Тюмеревского сельского поселения.
Расположено в 19 км на восток-юго-восток от города Канаш.

## Население
| 2010 | 2012 |
| ---- | ---- |
| 711  | ↗833 |

## История
По топонимическим признакам слово Тӗмер произошло от марийского слова Тумер, что означает «дубняк», «дубрава».